# موتو جي بي 08'
موتو جي بي 08' (بالإنجليزية: MotoGP '08)‏ هي لعبة فيديو لسباق الدراجات النارية ونسخة 2008 من سلسلة سباق الجائزة الكبرى للدراجات النارية وتناسب الأطفال الذين تجاوزوا الثالثة وهي يستطيع اللاعب بفضل هذه اللعبة أن يشارك افتراضياً في أهم سباقات الدراجات النارية وأكثرها شهرة في العالم. تحتوي اللعبة على أسماء أهم أبطال سباقات الدراجات المعروفين على المستوى العالمي، وهكذا يستطيع اللاعب أن يتنافس معهم على نيل أحد المراكز المتقدمة كما يحدث في السباقات الحقيقية تماماً. تحتوي اللعبة على سبع عشرة حلبة مختلفة وعشرين نوعاً من الدراجات النارية، ويمكن للاعب أن يختار الحلبة التي يفضلها والدراجة التي يرغب في التسابق بها. توجد في اللعبة عدة أشكال من المنافسات كالسباقات التقليدية المعروفة أو مسابقة تحطيم الزمن المسجل في تجاوز مسافة معينة أو غير ذلك من المنافسات.
قد يبدو التحكم في الدراجة والسير بها بسرعة صعبا في البداية ولكن سيتمكن اللاعب سريعاً من السيطرة عليها وسيتعلم كثيراً من المهارات التي ستفيده في تحقيق أفضل النتائج مع التدريب والممارسة. مشاهد اللعبة جميلة جداً وواضحة وتتيح للاعب أن يرى حلبة السباق من زوايا مختلفة تسمح له بتحليل المواقف القادمة وتحضير نفسه لمواجهتها.